# William Parks (paleontólogo)
William Arthur Parks (11 de dezembro de 1868 – 3 de outubro de 1936) foi um geólogo e paleontólogo canadense, seguindo a tradição de Lawrence Lambe.

## Biografia
Parks nasceu em Hamilton, Ontário. Graduou-se em Ciências Naturais em 1892, Parks se juntou à equipe da Universidade de Toronto, onde lecionou geologia, paleontologia e mineralogia. Ele obteve um PhD em 1900. Parks morreu em Toronto, Ontário, em 1936.

## Carreira
Como paleontólogo, Parks escreveu 80 artigos científicos em sua vida, descrevendo uma dezena de gêneros de animais pré-históricos. Suas contribuições renderam-lhe uma cadeira na Royal Society bem como da Sociedade Real do Canadá.
Entre os gêneros descritos, destaca-se dinossauros como Parasaurolophus e Lambeosaurus em 1923, Dyoplosaurus em 1924 e Arrhinoceratops em 1925. Foi homenageado por Charles Mortram Sternberg em 1937 na nomeação do gênero Parksosaurus.

## Táxons nomeados
- 1919 Kritosaurus incurvimanus
- 1922 Parasaurolophus walkeri
- 1923 Corythosaurus intermedius
- 1923 Lambeosaurus lambei
- 1924 Dyoplosaurus acutosquameus
- 1925 Arrhinoceratops brachyops
- 1925 Neomeryx finni
- 1926 Struthiomimus brevitertius (espécie-tipo de Dromiceiomimus)
- 1926 Thescelosaurus warreni (espécie-tipo de Parksosaurus).
- 1928 Struthiomimus samueli
- 1928 Albertosaurus arctunguis
- 1931 Tetragonosaurus praeceps
- 1931 Tetragonosaurus erectofrons
- 1933 Struthiomimus currelli
- 1933 Struthiomimus ingens
- 1933 Ornithomimus elegans (espécie-tipo de Citipes)
- 1935 Corythosaurus bicristatus
- 1935 Corythosaurus brevicristatus
- 1935 Corythosaurus frontalis